# تپه بیات ۳
تپه بیات ۳ مربوط به دوره اشکانیان - دوره ساسانیان - سده‌های اولیه دوران‌های تاریخی پس از اسلام است و در شهرستان میانه، بخش ترکمن چای، دهستان اوچ تپه غربی، ۱ کیلومتری غرب روستای بیات علیا واقع شده و این اثر در تاریخ ۲۷ آبان ۱۳۸۶ با شمارهٔ ثبت ۲۰۱۸۱ به‌عنوان یکی از آثار ملی ایران به ثبت رسیده‌است.